# Agrilus sinuatus
Agrilus sinuatus, é uma espécie de escaravelho perfurador de madeira metálico da família Buprestidae. É conhecida a sua existência na Europa e norte da Ásia (excluindo China) e América do Norte.

## Subespecie
Estes dois subespecies pertencem à espécie Agrilus sinuatus:
- Agrilus sinuatus sinuatus (Olivier, 1790)
- Agrilus sinuatus yokoyamai Iga, 1955